# Hemileius rectus
Hemileius rectus är en kvalsterart som beskrevs av Lee 1989. Hemileius rectus ingår i släktet Hemileius och familjen Hemileiidae. Inga underarter finns listade i Catalogue of Life.